# Teatre gal·loromà d'Autun
El Teatre gal·loromà d'Autun és un teatre edificat a l'antiga Augustodunum, l'actual ciutat d'Autun (Borgonya-Franc Comtat). Fou el segon més gran de la Gàl·lia romana, amb una capacitat de 14.000 espectadors, després el de Mandeure. Data de la segona meitat del segle i durant el mandat de Vespasià. Amb un diàmetre de 148 metres, reposa sobre un pendent natural.És tot fet de pedra natural en opus vittatum.